# Darshan Ranganathan
Darshan Ranganathan (4 giugno 1941 – 4 giugno 2001) è stata una chimica indiana.
È nota per il suo lavoro in chimica bio-organica, compreso un "lavoro pionieristico sul ripiegamento delle proteine". È stata anche riconosciuta per il suo lavoro su "assemblamenti sovramolecolari, progettazione molecolare, simulazione chimica di processi biologici chiave, sintesi di peptidi ibridi funzionali e sintesi di nanotubi".

## Biografia
Darshan Ranganathan è nata come Darshan Markan il 4 giugno 1941 da Vidyavati Markan e Shanti Swarup a Delhi. Ha studiato a Delhi e ha conseguito un dottorato di ricerca in chimica presso l'Università di Delhi nel 1967. Assunta per la prima volta come docente, divenne capo del Dipartimento di Chimica del Miranda College di Delhi e ricevette un assegno di ricerca dalla Royal Commission for the Exhibition del 1851, per consentirle di condurre un lavoro post-dottorato all'Imperial College London con il professor DHR Barton.

### Carriera
Nel 1970, ha iniziato la ricerca presso l'Indian Institute of Technology di Kanpur (IIT Kanpur). In quell'anno, sposò Subramania Ranganathan, con il quale avrebbe firmato le ricerche Challenging problems in organic reaction mechanisms (1972), Art in biosynthesis: the synthetic chemist's challenge (1976), and Further challenging problems in organic reaction mechanisms (1980) —  oltre a supervisionare una serie dal titolo "Current Organic Chemistry Highlights".
Ha continuato le sue ricerche presso l'IIT Kanpur sulla base di assegni di ricerca. Regole non scritte le impedirono di unirsi alla facoltà perché suo marito ne era già membro.
Ha iniziato a lavorare presso il Regional Research Laboratory di Trivandrum nel 1993, e presso l'IICT di Hyderabad nel 1998, dove è diventata vicedirettrice. Durante questi anni, ha portato avanti collaborazioni con Isabella Karle presso il US Naval Research Laboratory.
Le è stato diagnosticato un tumore al seno nel 1997 ed è morta il giorno del suo sessantesimo compleanno, nel 2001.
La biennale "Conferenza commemorativa della professoressa Darshan Ranganathan" - che deve essere "tenuta da una scienziata che ha dato un contributo eccezionale in qualsiasi campo della scienza e della tecnologia" - è stata istituita in sua memoria da suo marito, nel 2001.

## Lavoro
La passione di Ranganathan consisteva nel riprodurre in laboratorio processi biochimici naturali. Ha creato un protocollo che ha conseguito la riproduzione autonoma di imidazolo, un ingrediente di istadina e istamina di rilevanza farmaceutica. Ha anche sviluppato una simulazione funzionante del ciclo dell'urea. Man mano che la sua carriera proseguiva, divenne una specialista nella progettazione di proteine in una grande varietà di conformazioni diverse e nella progettazione di nanostrutture usando peptidi autoassemblanti.

## Riconoscimenti
Era membro della National Academy of Sciences. Ha anche vinto l'AV Rama Rao Foundation Award, la Jawaharlal Nehru Birth Centenary Visiting Fellowship, il Third World Academy of Sciences Award per la Chimica nel 1999 per il suo lavoro in chimica bio-organica e la Sukh Dev Endowment Lectureship.
All'epoca della sua morte, era la più grande chimica organica in India, avendo all'attivo, negli ultimi cinque anni, una dozzina di pubblicazioni sul The Journal of the American Chemical Society, sei sul Journal of Organic Chemistry e dozzine in altre. Il suo monumentale contributo agli Accounts of Chemical Research è stato pubblicato, così come molti altri articoli, postumo. È stata eletta membro dell'Accademia delle scienze indiana, della Indian National Science Academy e ha ricevuto numerosi riconoscimenti, l'ultimo dei quali è stato il The Third World Academy of Sciences Award per la chimica nel 1999, per i suoi eccezionali contributi alla chimica bio-organica, in particolare gli assemblamenti sovraamolecolari, la progettazione molecolare, la simulazione chimica di processi biologici chiave, la sintesi di peptidi ibridi funzionali e la sintesi di nanotubi.